# Geelong Football Club
O Geelong Football Club, conhecido como "The Cats", é um clube profissional de futebol australiano que compete na Australian Football League (AFL). O clube é sediado em Melbourne, Austrália, e joga suas partidas no Simonds Stadium. O clube é um dos mais velhos do futebol australiano.